# Distrito de Canta
El Distrito de Canta es uno de los siete distritos que conforman la Provincia de Canta en el Departamento de Lima, bajo la administración del Gobierno Regional de Lima-Provincias, Perú. Su capital es la ciudad de Canta.
Dentro de la división eclesiástica de la Iglesia Católica del Perú, pertenece a la Diócesis de Huacho

## Historia
En 1535 los españoles llegaron a este valle, unos años después todos los indios fueron forzados a dejar sus comunidades originales (denominadas ayllus) incluyendo Cantamarca y se trasladaron a la nueva capital Canta. Esto ocurrió el 8 de diciembre de 1544, con el fin de extirpar las idolatrías y costumbres locales iniciando con esto la evangelización encomendada por el Mesías.
Asentada sobre la quebrada del río Chillón, se eleva fastuosa sobre las bóvedas de un cielo siempre azul y con nubes de algodón, la colina piramidal de Cantamarca. Construida durante el periodo Intermedio Tardío (1100 d. C.), cuando fue edificada como residencia del curaca principal de los Canta, hasta ser conquistada por el Inca Túpac Yupanqui (1450) y distribuirla en 8 ayllus: Canta, Locha, Carua, Visca, Lachaqui, Copa, Esquibamba y Caxa Uri Este imperio utilizó el asentamiento como centro administrativo de la región. 
La distribución de las edificaciones permitió establecer los lugares que serían utilizados como observatorios, centros de adoración, cementerios, plazas y tambo para almacenar alimentos. La arquitectura de Cantamarca "Pueblo de grandes cazadores de vicuñas" es caracterizada por sus recintos circulares a manera de chullpas que emergen escondidas entre la densa vegetación, techadas con grandes piedras que son sostenidos por una gran columna de piedras sobrepuestas, ubicada en medio del recinto.  
Los españoles construyeron en la cima de Cantamarca una hermosa capilla con una imagen en el interior donada por el primer gobernante español del Perú virreinal, Francisco Pizarro.
Al expedirse el Reglamento Provisional de Huaura (12/2/1821) con el que se inicia la gestión administrativa y política del gobierno independiente dirigido por el Libertador José de San Martín nace el Departamento de la Costa y también los partidos -se llamarían provincias a partir de la Constitución de 1823- entre las cuales figura la provincia de Canta y el distrito del mismo nombre.

## Autoridades

### Municipales
- 2019-2022
  - Alcalde: Arturo Oscar Paredes Salcedo.
- 2015-2018 
  - Alcalde: Wilfredo Limber Huapaya Vilcapoma, Partido Siempre Unidos (SU).
  - Regidores:

  1. Ángel Agustín Rodríguez Enciso (SU)
  2. Abelardo Antonio Pérez Chávez (SU)
  3. Isabet Delgadillo Huamán (SU)
  4. Otilia Gonzales Yañe (SU)
  5. Jacinto Genaro León Murguía (Patria Joven)

### Policiales
- Comisaría de Canta 
  - Comisario: Comandante PNP Jairton Bardales.

### Religiosas
- Diócesis de Huacho[3]
  - Obispo de Huacho: Mons. Antonio Santarsiero Rosa, OSI.
- Parroquia Inmaculada Concepción[4]
  - Párroco: Pbro. Benjamín Roldán Huari.

## Festividades
Anualmente se festeja:
• La Cruz de Cantamarca.
• Combate de Sangrar.
• Niño Mariscal Chaperito.
• Aniversario de Canta.
• Festividad del Señor de los Auxilios.